# Rhodolfo
Luiz Rhodolfo Dini Gaioto oder nur Rhodolfo (* 11. August 1986 in Bandeirantes) ist ein ehemaliger brasilianischer Fußballspieler.

## Karriere
Rhodolfo begann mit dem Vereinsfußball in der Nachwuchsabteilung von União Bandeirante FC und wechselte 2002 in den Nachwuchs vom Athletico Paranaense. Zum 2006 schaffte er es bei diesem Verein erstmals in den Profikader aufgenommen zu werden. Hier spielte er bis ins Jahr 2010 und zog anschließend zum FC São Paulo weiter.
Bei FC São Paulo gelang ihm auf Anhieb der Sprung in die Stammformation. Dieser Umstand führte dazu, dass Grêmio FBPA aus Porto Alegre ihn Anfang Juli 2013 erst als Leihgabe und ab Januar 2015 als eigenen Spieler verpflichtete.
Zur Saison 2015/16 wechselte Rhodolfo zum türkischen Verein Beşiktaş Istanbul. Dabei zahlte Beşiktaş Grêmio eine Ablösesumme von 3,3 Millionen Euro und Rhodolfo selbst einen Jahresgehalt von 1,4 Millionen Euro einschließlich eine 10.000 Euro Prämie je Pflichtspieleinsatz.
Im Sommer 2017 wechselte er zu CR Flamengo nach Rio de Janeiro. Mit dem Klub gewann er am 23. November 2019 2019 die Copa Libertadores. Einen Tag später fiel in der brasilianischen Meisterschaft 2019 die Vorentscheidung zu Gunsten von Flamengo und Rhodolfo konnte auch diesen Titel feiern. Nach Auslaufen seines Vertrages mit Flamengo zum Saisonende 2020 wechselte Rhodolfo zum Ligakonkurrenten Coritiba FC. Der Kontrakt erhielt eine Laufzeit bis Jahresende.
Nachdem er 2021 zunächst ohne Anstellung geblieben war, wurde er Ende Juni des Jahres von Cruzeiro EC nach Belo Horizonte bis zum Ende der Austragung um die Série B 2021 im November verpflichtet. Mit Auslaufen seines Kontraktes beendete er seine aktive Laufbahn.

## Erfolge
Athletico Paranaense
- Staatsmeisterschaft von Paraná: 2009

São Paulo
- Copa Sudamericana: 2012

Besiktas Istanbul
- Türkischer Meister: 2015/16, 2016/17
- Viertelfinalist der UEFA Europa League: 2016/17

Flamengo
- Taça Guanabara: 2018
- Taça Rio: 2019
- Staatsmeisterschaft von Rio de Janeiro: 2019
- Copa Libertadores: 2019
- Brasilianischer Meister: 2019